# Myland
Myland lub Mile End – civil parish w Anglii, w hrabstwie Essex, w dystrykcie Colchester. Leży 35 km na północny wschód od miasta Chelmsford i 84 km na północny wschód od Londynu. W 2011 roku civil parish liczyła 11 299 mieszkańców.